# Czachy (Podlachie)
Czachy [t͡ʂaxɨ] est un village dans le district administratif de Radziłów, dans le comté de Grajewo , Voïvodie de Podlachie, dans le nord-est de la Pologne. Il se trouve à environ 5 km au sud-est de Radzilow, 30 km au sud de Grajewo, et 57 km au nord-ouest de la capitale régionale de Białystok.